# 私はいったい、何と闘っているのか
『私はいったい、何と闘っているのか』（わたしはいったい、なにとたたかっているのか）は、つぶやきシローの小説。単行本は2016年10月26日に小学館より発売された。この小説を原作とした実写映画が2021年12月17日に公開された。

## あらすじ
地元密着型スーパーマーケット・ウメヤの大原店の万年主任である、伊澤春男（45歳）。春男の妻や子供たちとのかけがえのない生活や、店長昇格への長く険しい戦いの果てに待っていた予想外の結末を描く。

## 映画
2021年12月17日に公開。監督は李闘士男、主演は安田顕で、2人は『家に帰ると妻が必ず死んだふりをしています。』に続いて2度目のタッグとなった。また、小池栄子は、安田演じる伊澤春男の妻・律子役を演じており、安田と小池は『俺の話は長い』に続いての夫婦役となった。

### キャスト
- 伊澤春男：安田顕[3]
- 伊澤律子：小池栄子
- 伊澤小梅：岡田結実
- 高井：ファーストサマーウイカ
- 梅垣聡：SWAY（劇団EXILE）
- 金子：金子大地
- 伊澤香菜子：菊池日菜子
- 伊澤亮太：小山春朋
- 西口新店長：田村健太郎
- 佐藤真弓
- 鯉沼トキ
- 竹井亮介
- 久ヶ沢徹
- 律子の父：遠藤たつお
- 律子の母：金沢きくこ
- 金城正志：伊藤ふみお（KEMURI）
- 上田店長：伊集院光
- 食堂のおばあちゃん：白川和子

### スタッフ
- 原作：つぶやきシロー『私はいったい、何と闘っているのか』（小学館刊）
- 監督：李闘士男
- 脚本：坪田文
- 音楽：安達練
- 主題歌：ウルトラ寿司ふぁいやー「今すぐアナタを愛したい」（AMUSE）
- 製作：鳥羽乾二郎、太田和宏、荒木宏幸、臼井正人、佐竹一美
- エグゼクティブプロデューサー：福家康孝、新井勝晴
- プロデューサー：吉田憲一、沢村敏、宇田川寧
- ラインプロデューサー：濱松洋一
- 撮影：神田創
- 照明：丸山和志
- 録音：山本タカアキ
- 美術：寺尾淳
- 編集：岩切裕一
- 衣装：篠塚奈美
- ヘアメイク：竹下フミ
- 音響効果：勝亦さくら
- スプリクター：石川愛子
- キャスティング：南谷夢
- 助監督：増田伸弥
- 制作担当：後藤一郎
- 制作プロダクション：ダブ
- 製作幹事・配給：日活、東京テアトル
- 製作：闘う製作委員会（日活、東京テアトル、アミューズ、USシネマ、ダブ）